# John Albjerg
John Christian Albjerg (23. marts 1932 – 18. november 2012) var smed på Lindøværftet indtil 1968, hvorefter han etablerede sig som kunstner. Han kunne ikke forlige sig med faste arbejdstider, og levede derfor resten af sit liv af forefaldende arbejde hos en ven i de perioder, hvor han ikke kunne ernære sig ved sin kunst. På trods af tiltagende blindhed vedblev han at producere værker indtil kort før sin død. 